# مارک هادلو
مارک هادلو (انگلیسی: Mark Hadlow؛ زادهٔ ۱۹۵۷) یک هنرپیشه اهل نیوزیلند است.
از فیلم‌ها یا برنامه‌های تلویزیونی که وی در آن نقش داشته است می‌توان به هابیت: یک سفر غیرمنتظره، هابیت: برهوت اسماگ، هابیت: نبرد پنج سپاه، دیدار با احمقان و بچه‌های کوه آتشفشان اشاره کرد.